# 차청화
차청화 (車清華, 1980년 4월 28일 ~ )는 대한민국의 배우이다.

## 학력
- 진성고등학교 (졸업)
- 상명여자대학교 연극전공 (졸업)

## 출연 작품

### 드라마
- 2014년 《전설의 마녀》 - 수감자 역
- 2016년 《쇼핑왕 루이》 - 권미영 역
- 2017년 《블랙》 - 클라라 역
- 2019년 《리갈 하이》
- 2019년 《열혈사제》 - 안둘자 역
- 2019년 《호텔 델루나》 - 타살 당한 경찰 역
- 2019년 《사랑의 불시착》 - 양옥금 역
- 2020년 《이태원 클라쓰》 - 구청장 아내 역 (특별출연)
- 2020년 《유별나! 문셰프》 - 피곤숙 역
- 2020년 《행복의 진수》 - 강현숙 역
- 2020년 《철인왕후》 - 최 상궁 역
- 2021년 《괴물》 - 이금화 역
- 2021년 《멀리서 보면 푸른 봄》 - 송 교수 역
- 2021년 《슬기로운 의사생활 시즌2》 - 연우 엄마 역
- 2021년 《미치지 않고서야》 - 신정아 역
- 2021년 《갯마을 차차차》 - 조남숙 역
- 2022년 《왜 오수재인가》 - 채준희 역
- 2023년 《꼭두의 계절》 - 각신 역
- 2023년 《이번 생도 잘 부탁해》 - 김애경 역
- 2023년 《도적 : 칼의 소리》 - 김선복 역
- 2023년 《마이데몬》 - 노숙녀 역
- 2025년 《귀궁》 - 영금 역
- 2025년 《사계의 봄》 - 김자영 역

### 영화
- 2010년 《하모니》 - 추미녀
- 2010년 《우리 만난 적 있나요》 - 오크녀 / 처녀보살
- 2012년 《강철대오 : 구국의 철가방》 - 동숙
- 2012년 《내가 살인범이다》 - 장진각
- 2013년 《남자사용설명서》 - 보나 친구 2
- 2013년 《잉투기》 - 순이
- 2013년 《캐치미》 - 인권단체 대표
- 2015년 《화장》 - 최비뇨기과 간호사
- 2016년 《나를 잊지 말아요》 - 웨딩 직원
- 2016년 《부산행》 - 등산복 아줌마
- 2016년 《고산자, 대동여지도》 - 정호집 마당 아낙 역
- 2019년 《행복의 진수》 - 강현숙 역
- 2020년 《담보》 - 병달 처 역
- 2022년 《탄생》 - 김아기 역
- 2023년 《용감한 시민》 - 이재경 역

### 공연
- 2005년 《뒷목스토리》
- 2011년 《쉬어매드니스》
- 2011년 《메디컬 루나딕》
- 2012년 《청춘밴드》
- 2012년 《수상한 흥신소》
- 2012년 ~ 2015년 《심야식당》
- 2013년 《칼잡이》
- 2013년 《수상한 흥신소》
- 2013년 《오 당신이 잠든 사이》
- 2013년 ~ 2015년 《시크릿 다이어리》
- 2015년 《한밤의 세레나데》
- 2015년 ~ 2016년 《총각네 야채가게》
- 2016년 《헤비메탈 걸스》
- 2016년 《선택》
- 2019년 《이선동 클린센터》

### 예능
- 2010년 ~ 2012년 Etn 《연예스테이션》
- 2020년 KBS2 《해피투게더》 75회 “내 연기 클라쓰” 특집
- 2020년 MBC 《복면가왕》 - 비너스 (참가자출연)
- 2021년 SBS 《런닝맨》 - 게스트
- 2021년 쿠팡플레이 《SNL 코리아 리부트》 - 크루
- 2021년 tvN 《온앤오프》 - 게스트
- 2024년 JTBC 《배우반상회》 - 고정패널

### 광고
- 2021년 넷마블 제2의 나라: Cross Worlds

## 수상 및 후보
| 연도 | 시상식              | 부문               | 작품        | 결과 |
| ---- | ------------------- | ------------------ | ----------- | ---- |
| 2021 | 제57회 백상예술대상 | TV부문 여자 조연상 | 철인왕후    | 후보 |
| 2023 | MBC 연기대상        | 여자 조연상        | 꼭두의 계절 | 수상 |

틀:YNK엔터테인먼트